# Villa Pisani, Stra

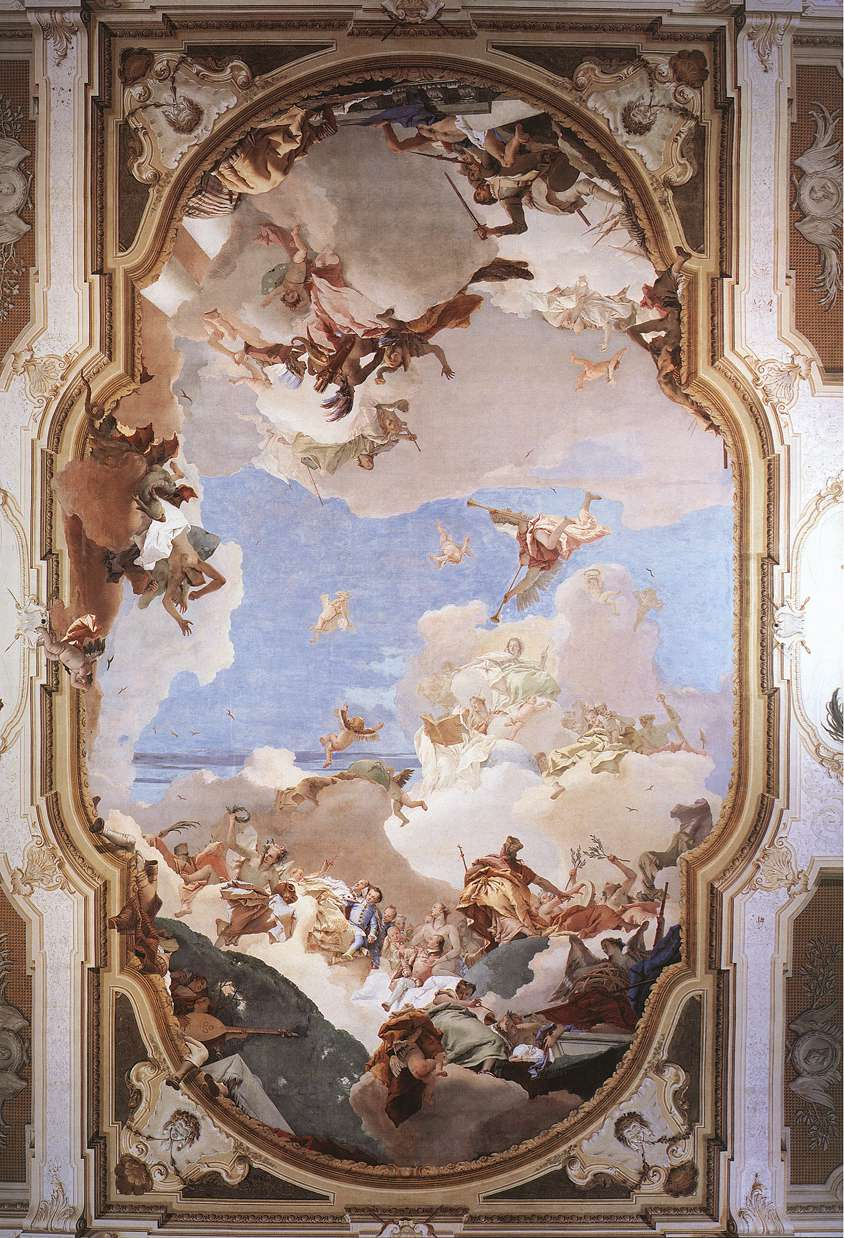
La Apoteósis de la Familia Pisani (Tiépolo)

El nombre de Villa Pisani es compartido por una serie de casas de campo encargadas por la familia patricia Pisani de Venecia. Sin embargo, Villa Pisani, generalmente se refiere a una gran villa del barroco tardío situada en la localidad de Stra, en la región del Véneto (norte de Italia). Es el ejemplo más famoso de Villa Véneta ubicada en la Riviera del Brenta. El terreno que rodea la villa tiene una extensión de once hectáreas, y un perímetro de unos 1500 m. Desde 1884 alberga el Museo Nazionale di Villa Pisani.

## Historia
Su construcción comenzó a principios del siglo XVIII por encargo de Alvise Pisani, el miembro más prominente de la familia Pisani, que fue nombrado dogo de Venecia en 1735. Los modelos iniciales del palacio del arquitecto paduano Gerolamo Frigimelica todavía se conservan, pero el diseño del edificio principal finalmente fue completado por Francesco Maria Preti. La villa exhibe frescos de Giovanni Battista Tiepolo y de otros pintores famosos.
Cuando se construyó, el edificio tenía 114 habitaciones, en honor a su propietario, el 114.º Dogo (dux) Alvise Pisani (actualmente dispone de 168). La habitación más importante es la "Sala de Napoleón" y su baño cercano, amueblado con piezas de los periodos napoleónico y de los Habsburgo, más otros elementos del período Pisani.
En 1807 fue comprado por Napoleón Bonaparte a la familia Pisani, arruinada debido a grandes pérdidas en el juego.
En 1814, el edificio se convirtió en propiedad de la Casa de Habsburgo, que transformó la villa en un lugar de vacaciones para la aristocracia europea de ese período.
En 1866, año de la incorporación del Véneto al Reino de Italia, la villa pasó a ser propiedad del nuevo estado, convirtiéndose en 1884 en un museo.
En 1934 se reestructuró parcialmente para albergar la primera reunión de Adolf Hitler y Benito Mussolini, después de los disturbios acontecidos en Austria.

## Arquitectura
Desde el exterior, la fachada del enorme palacio parece dominar el sitio, frente al río Brenta, a unos 30 kilómetros de Venecia. Forma parte de una serie de villas que las familias nobles venecianas y los comerciantes comenzaron a construir en el siglo XV. Sin embargo, a diferencia de los edificios anteriores, diseñados para ser fincas de recreo y casas de labor agrícolas, Villa Pisani se construyó principalmente como una demostración del poder logrado por la familia, ya que uno de sus miembros, Alvise Pisani, fue elegido dux en 1735.
La amplia fachada está rematada con estatuas, y presenta una entrada central exuberantemente decorada con columnas monumentales al hombro de cariátides. Alberga un gran complejo con dos patios interiores y grandes superficies de jardines, establos y un laberinto de setos. Giovanni Battista Tiepolo decoró el enorme techo con frescos que representan la "Gloria de la familia Pisani" (pintados entre 1760 y 1762). Algunos atros frescos y pinturas son de su hijo Giovanni Domenico Tiepolo, Crostato, Jacopo Guarana, Jacopo Amigoni, P.A. Novelli y Gaspare Diziani. Las alusiones ampulosas del techo resuenan en el cascarón ahora deshabitado del palacio. El resto de sus casi 100 habitaciones están ahora vacías; la primera planta dispone de varias habitaciones con muebles de los siglos XVIII y XIX.

## Imágenes

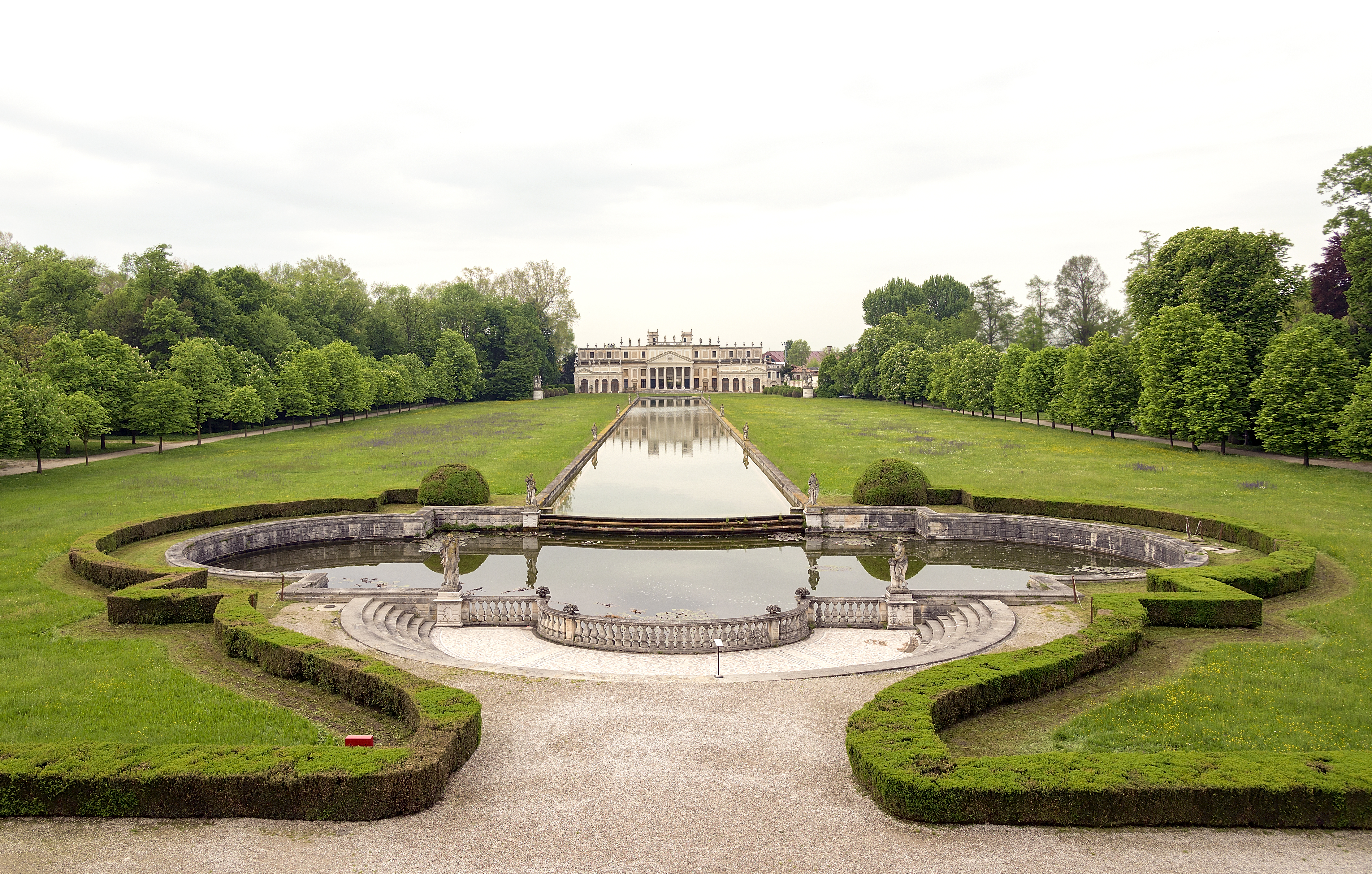
Perspectiva de la fachada y estanque
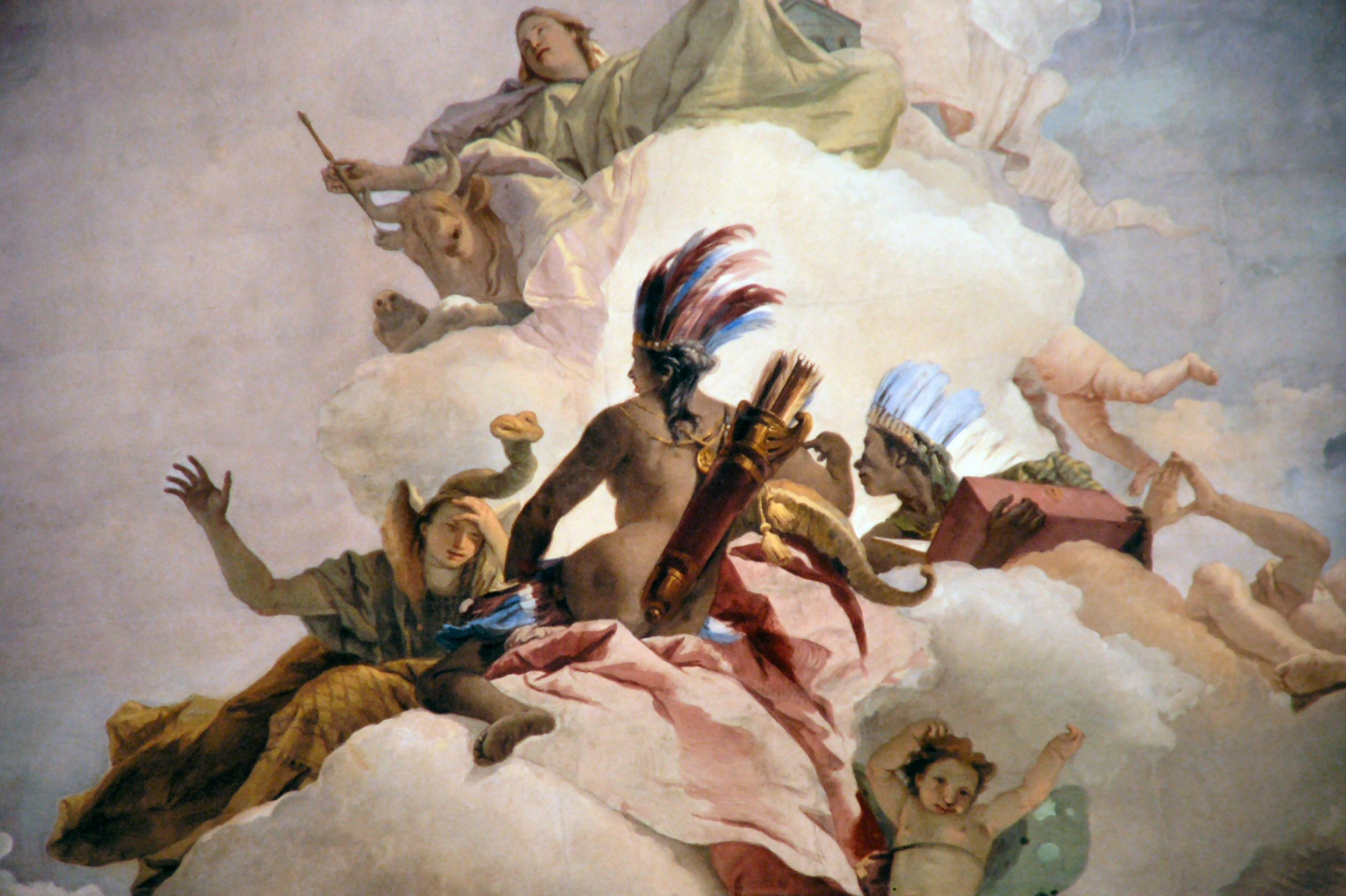
Fresco obra de Giovanni Battista Tiepolo
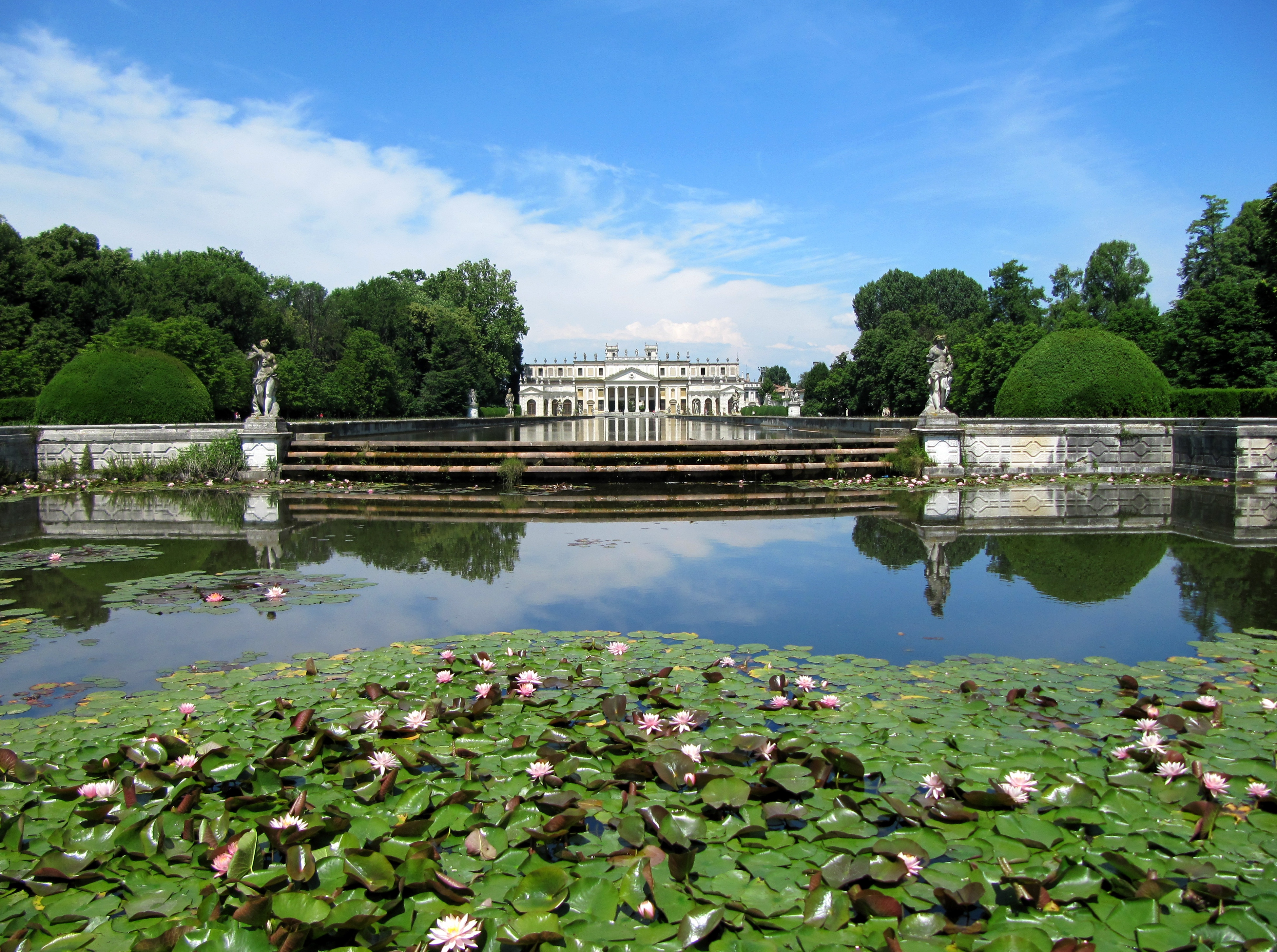
Reflejo en el estanque
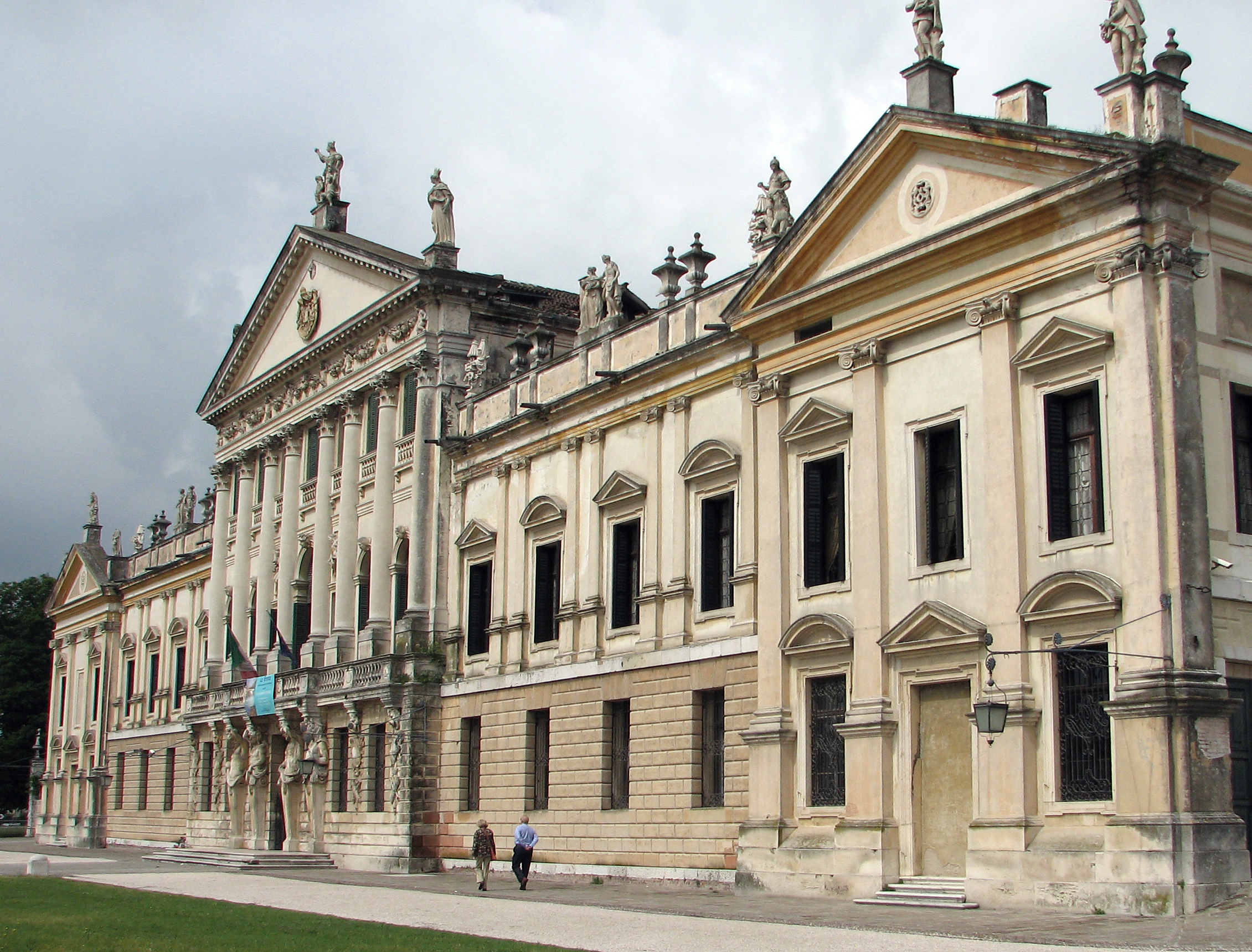
Fachada

## Exposiciones

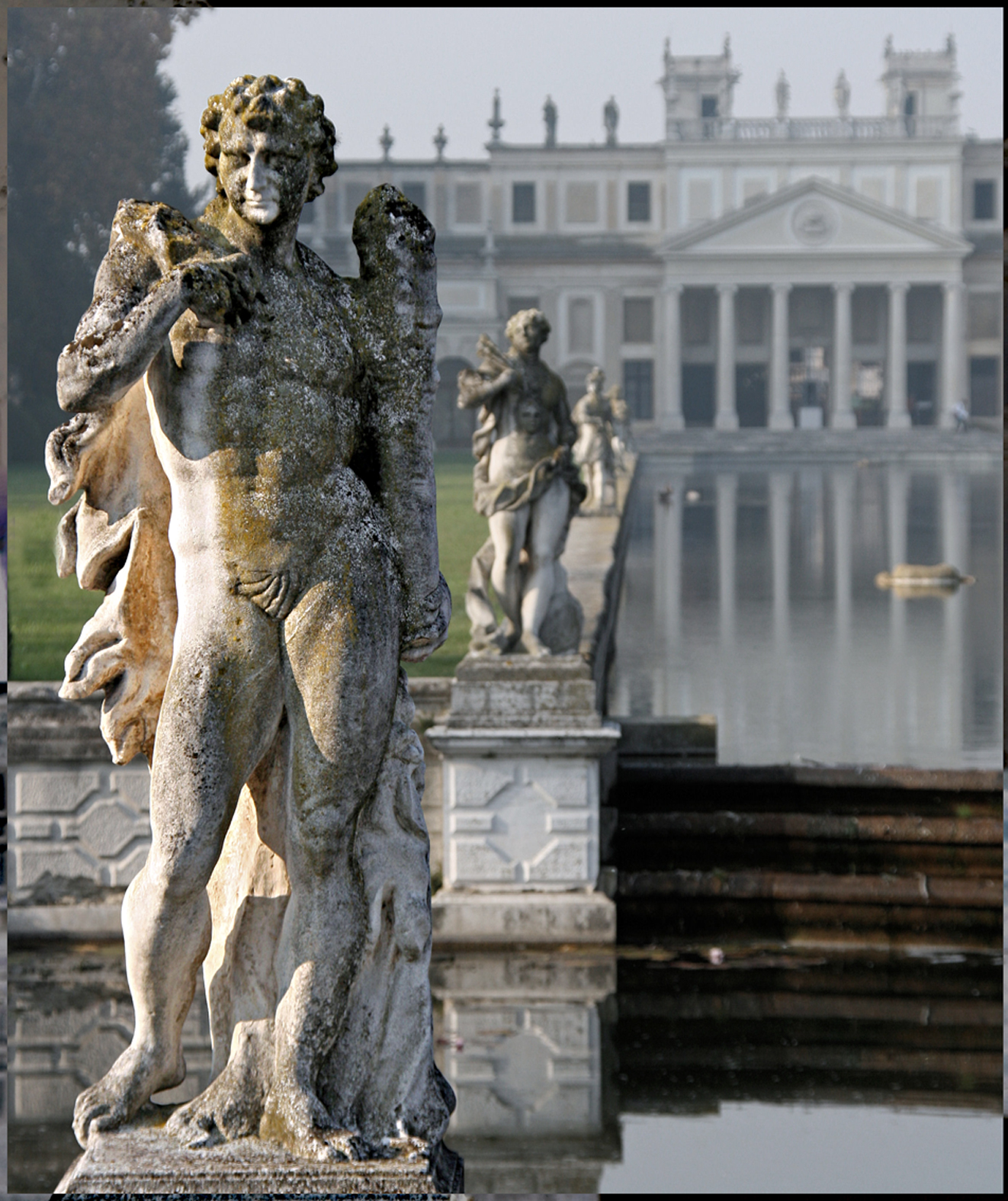
Estatuario de Villa Pisani

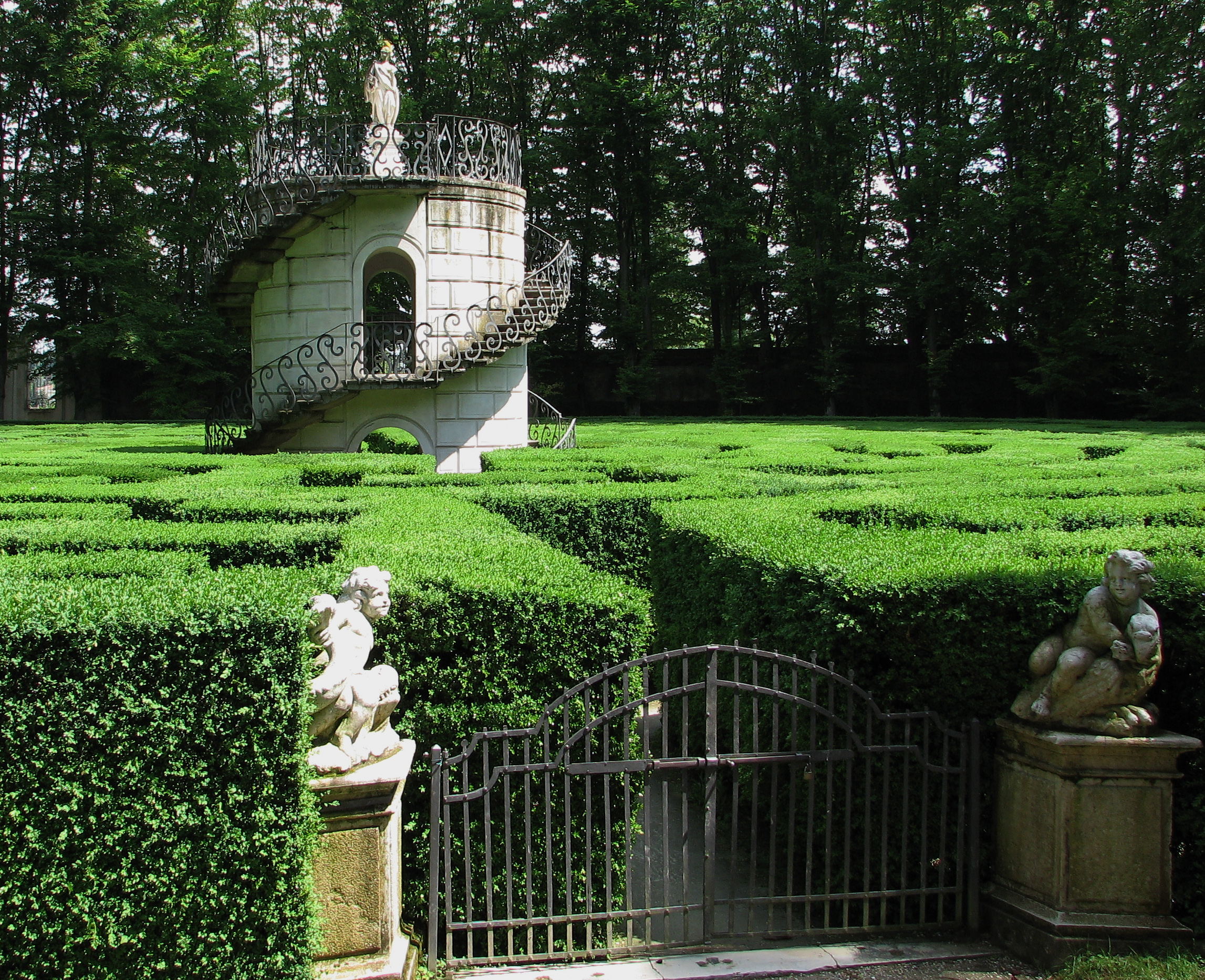
Jardín laberinto

A menudo se organizan exposiciones de arte antiguo, moderno y contemporáneo. Las salas albergan 150 000 visitantes al año. En 2007, se abrió al público la exposición "I classici del contemporaneo" y "Extradimensionism" de Paolo Aldighieri; en 2008, una importante exposición de Mimmo Paladino; en 2009 "Impressionismo a Venezia, 1879-1933" de Emma Ciardi; y en 2011 "Tutto score", por Oliviero Rainaldi.